# Lea-Francis Lynx
Der Lea-Francis Lynx war ein offener Sportwagen des britischen Automobilherstellers Lea-Francis, der 1960 in drei Exemplaren gebaut wurde. Der Versuch, das Auto in Serie zu produzieren, scheiterte. Der Lynx war das letzte Fahrzeug der 1895 gegründeten Marke.

## Modellgeschichte
Das von Richard Lea and Graham Francis in Coventry gegründete Unternehmen Lea-Francis fertigte in der ersten Hälfte des 20. Jahrhunderts insgesamt nahezu 10.000 Fahrzeuge. Viele von ihnen hatten sportlichen Charakter und wurden bei Motorsportveranstaltungen eingesetzt. Nach dem Zweiten Weltkrieg nahm Lea-Francis die Automobilproduktion wieder auf, konnte sich aber nicht mehr am Markt behaupten. Seit den frühen 1950er-Jahren befand sich das Unternehmen in wirtschaftlichen Schwierigkeiten. 1954 stellte die Unternehmensleitung die Fertigung von Automobilen ein. Lea-Francis beschäftigte sich in den folgenden Jahren in erster Linie mit der Reparatur älterer Modelle der Marke.
1958 übernahm der Bauunternehmer Kenneth Benfield, der bereits seit einigen Jahren größter Anteilseigner gewesen war, die Leitung von Lea-Francis. Anfang 1960 ließ er einen offenen Zweisitzer mit der Bezeichnung Lynx (deutsch: Luchs) konstruieren, mit dem die Autoproduktion bei Lea-Francis wieder aufgenommen werden sollte. Das Design war eigenständig, viele technische Komponenten wurden dagegen von unterschiedlichen britischen Großserienherstellern übernommen. 
Der bei dem Spezialbetrieb Abbey Panels aufgebaute lila lackierte Prototyp des Lynx wurde 1960 auf der Earls Court Motor Show in London öffentlich vorgestellt. Sein Verkaufspreis sollte 2096 £ betragen, etwa ebenso viel wie der für einen Jaguar XK 150. Das Unternehmen hatte allerdings keine ausreichenden Finanzmittel, um eine Serienproduktion in Gang zu bringen: Fahrzeuge konnten nur dann gefertigt werden, wenn konkrete Bestellungen vorlagen und der Besteller zumindest eine Anzahlung geleistet hatte. Es gab nur wenige Interessenten. Insgesamt entstanden vier Chassis, von denen drei mit mehr oder weniger gleich gestalteten Karosserien versehen wurden. Drei Fahrzeuge existieren noch.

## Aufbau und Technik
Die Karosserie des Lynx wurde von Lea-Francis' PR-Chef entworfen, einem nebenberuflich als Cartoonist tätigen Briten. Er orientierte sich an den Vorstellungen von Kenneth Benfield. Der Lynx war ein zweitüriges, zweisitziges Cabriolet mit langem Vorderwagen und kurzer Heckpartie. Benfield wünschte sich einen „Katamaran für die Straße“; daher waren die Wagenflanken im Stil von Schiffsrümpfen gestaltet. Bei seitlicher Betrachtung hatten sie die Form einer Zigarre. Die Kotflügel gingen fließend in die Türen über und liefen am Heck spitz zu. Darüber befanden sich aufgesetzt wirkende Heckflossen. Die zentrale Kühleröffnung an der Wagenfront war kreisrund. Bei zwei Exemplaren befanden sich links und rechts daneben weitere, horizontal angeordnete Kühleröffnungen; teilweise waren Stoßstangen montiert.
Der Rohrrahmen des Lynx war keine Neuentwicklung. Es handelte sich vielmehr um eine Weiterentwicklung einer Konstruktion, die bereits 1948 vorgestellt worden war. Das Auto hatte Scheibenbremsen von Dunlop und eine neu konstruierte Zahnstangenlenkung. Der 2,6 Liter große Reihensechszylindermotor wurde vom Ford Zephyr übernommen, das Schaltgetriebe kam vom Triumph TR3.
Die Höchstgeschwindigkeit des Lynx wurde werksseitig mit 103 mph (= 166 km/h) angegeben, die Beschleunigung von 0 auf 100 km/h wurde auf 11,6 Sekunden geschätzt.